# Pueblo cunco

Pueblos indígenas de Chile.

Los cuncos o juncos eran un pueblo sedentario, a menudo considerados como una parcialidad de los huilliches, que a su vez son la rama meridional del pueblo mapuche. Habitaban en el sur del actual territorio de Chile, en una franja costera que iba desde el sur de Valdivia hasta el río Maullín, incluyéndose a veces bajo esta denominación a los habitantes de la porción norte de Chiloé y las islas aledañas. Hablaban mapudungun, lengua común a todos los pueblos del conjunto mapuche.
Desarrollaron la agricultura, especializándose en el cultivo de la papa y el maíz y también practicaban la pesca y la caza. Además, utilizaron embarcaciones de madera, llamadas dalcas, con las que recorrían los parajes costeros en busca de alimentos, especialmente peces y mariscos.
Luego de la rebelión mapuche de 1598, fueron el grupo más hostil a los españoles asentados en la ciudad de Osorno, a la que pusieron sitio y lograron destruir luego de que sus defensores la abandonaran en 1602. Durante todo el siglo XVII hubo escaramuzas entre los cuncos y los españoles, particularmente cuando hostigaban a los contingentes que se desplazaban entre Valdivia y Chiloé.

## Etimología
Los cuncos pertenecieron al grupo de los huilliches, aunque al igual que el resto de etnias del pueblo mapuche, se autodenominaban a sí mismos en mapudungún como mapuche, «gente de la tierra».
Los términos cunco y junco, preferente en Chiloé y proveniente del mapudungún junco, «racimo» o «cosa apeñuscada», lo utilizaron los colonos españoles para referirse a la parcialidad más sureña de los huilliches. Durante los siglos XVII y XVIII, los documentos oficiales del Gobierno de Chiloé usaron el término «indios de Junco y Osorno».
En el siglo XVI también existieron otras denominaciones a pueblos indígenas desconocidos que pudieron referirse a los cuncos. El jesuita español Diego de Rosales acuñó el término «ancudes» para un pueblo habitante en Llanquihue, coincidente con los «indios de Purailla» que habrían luchado con los españoles de Chiloé. Rosales también reconoció a los «puelches con cola» o «rabudos», más próximos a la zona cordillerana y el canal de Chacao, al que se denominó inicialmente «río de los Rabudos».

## Ubicación
Toda la costa de la actual provincia de Llanquihue